# Aéroport de Lisala
L'aéroport de Lisala (code IATA : LIQ • code OACI : FZGA) est un aéroport de la ville de Lisala chef lieu de la province de Mongala en République démocratique du Congo. La piste de l'aéroport de Lisala est situé au Nord-ouest de ville, et l'aéroport est situé de 19 kilomètres du centre ville

## Situation
| Bandundu Basango Mboliasa Bunia Gbadolite Gemena Goma Ilebo Kalemie Kananga Kikwit Kindu Kinshasa-Ndjili Kinshasa-N'Dolo Kisangani Kolwezi Lodja Lubumbashi Matari Matadi Mbandaka Mbuji Mayi Nioki Tshikapa Tshumbe |